# Håkan Hedström
Erik Håkan Hedström, född den 1 maj 1953 i Sollefteå, är en svensk militär.
Erik Hedström är son till Karl Erik Hedström och Kerstin Andersson. Han blev officer 1975, kapten vid Livregementets husarer 1978, major 1983, lärare vid Militärhögskolan 1986 och anställd vid generalstabskåren som knuten till arméstaben 1988. Hedström blev utbildningsledare vid Lapplands jägarregemente 1990, överstelöjtnant 1991, lärare vid Militärhögskolan 1992 och kurschef där 1993. Han blev överste och linjechef vid Försvarshögskolan 1995 och var chef för Lapplands jägarregemente 1997–2000. Hedström blev anställd till förfogande vid Högkvarteret och knöts 2001 till Militära underrättelse- och säkerhetstjänsten.